# Antagonist al receptorilor H2

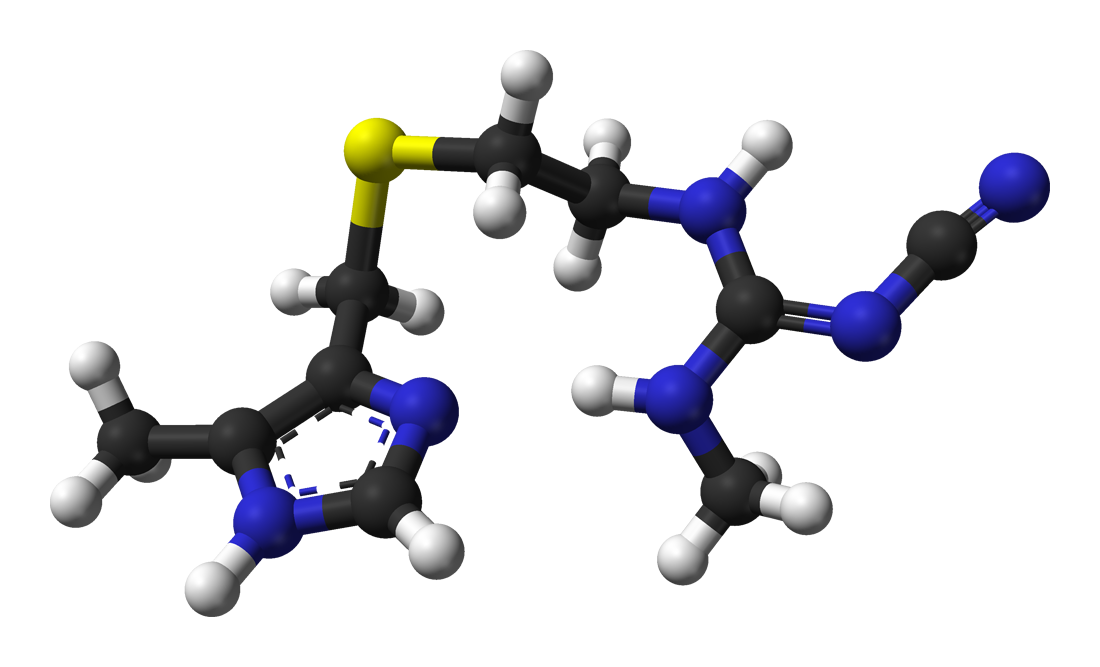
Structura chimică tridimensională a moleculei de cimetidină, un antagonist al receptorilor H_{2}.

Antagoniștii receptorilor H2 (antihistaminicele H2) reprezintă o clasă de medicamente care blochează acțiunea histaminei la nivelul receptorilor histaminici H2 localizați în celulele parietale ale stomacului. Principala acțiune este astfel descreșterea producției de acid gastric. Antagoniștii receptorilor H2 sunt utilizați în tratamentul dispepsiei, ulcerelor gastrice și al bolii de reflux gastro-esofagian. În prezent, sunt mai puțin utilizați decât inhibitorii pompei de protoni: omeprazolul este mai eficient în tratarea și îmbunătățirea simptomelor ulcerelor și a esofagitelor de reflux decât antagoniștii H2.
Cele mai comune exemple de antagoniști ai receptorilor H2 sunt: ranitidină, cimetidină, famotidină și nizatidină. 

## Utilizări
Antagoniștii H2 sunt utilizați pentru reducerea secreției acide gastrice în diverse afecțiuni ale tractului gastrointestinal, asociate cu hipersecreție acidă:
- Ulcer gastroduodenal (ulcer peptic, ulcer duodenal)
- Boală de reflux gastro-esofagian (BRGE)
- Dispepsie
- Ulcer cauzat de stres (în special ranitidina; profilactic)[4]
- Pneumonie de aspirație în timpul chirurgiei (profilactic).[5]

## Farmacologie
Antihistaminicele H2 sunt antagoniști ai receptorilor pentru histamină de tip H2, care sunt localizați la nivelul celulelor parietale de la nivelul mucoasei gastrice. Astfel, opresc secreția acidă normală a celulelor parietale prin două mecanisme: histamina nu se mai poate lega de receptorii H2 (care în mod normal al duce la secreție de acid clorhidric), iar celelalte molecule care stimulează secreția acidă gastrică (precum gastrina și acetilcolina) vor avea un efect mai scăzută concomitent blocării receptorilor.

## Structură chimică
Antagoniștii H2 utilizați în practică pot fi derivați de: imidazol (cimetidina), furan (ranitidina), tiazol (nizatidina), guanidină și tiazol (famotidina) și aminoalchil-fenoxil (roxatidina).

Cimetidină
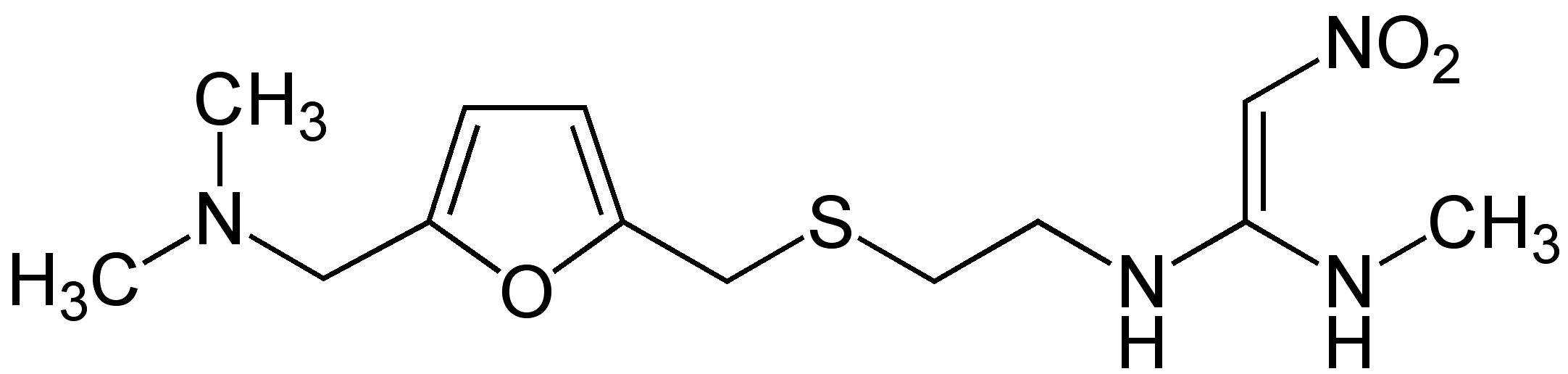
Ranitidină
Nizatidină
Famotidină
Roxatidină